# Эллис, Джилл
Джиллиан Энн Эллис (англ. Jillian Anne Ellis; род. 6 сентября 1966, Фолкстон, Кент) — американская футболистка, тренер и функционер.

## Карьера
Играла за футбольную команду Колледжа Вильгельма и Марии.
Является главным тренером женской сборной США по футболу и директором по развитию Федерации футбола США, курирующей программу развития национальных молодёжных команд.    16 мая 2014 года Эллис была  назначена главным тренером   сборной. В 2015 году команда выиграла чемпионат мира под её руководством. До этого назначения Эллис дважды занимала пост и. о. главного тренера национальной команды после увольнения  Пиа Сундхаге в октябре 2012 года и Тома Серманни  6 апреля 2014 года.  Она также работала главным тренером в различных университетах и национальных молодёжных лигах Соединённых Штатов на протяжении многих лет.

## Личная жизнь
Проживает в Пальметто  Бэй вместе со своей супругой Бетси Стивенсон и приёмной дочерью Лилли. Вместе   со своими родителями и братом Джилл Эллис является натурализованным  гражданином США.

## Достижения
- Чемпион мира: 2015
- Женский тренер года КОНКАКАФ: 2015[9]
- Женский тренер года ФИФА: 2015